# Turiner Sozialheilige
Als Turiner Sozialheilige bezeichnet man eine Reihe von Katholiken, die im Zeitalter der Industrialisierung (19. Jahrhundert) in Turin als sozial-caritative Wegbereiter gewirkt haben und aufgrund ihres spirituell und apostolisch vorbildlichen Lebens als Sozialreformer von der römisch-katholischen Kirche heilig, selig oder verehrungswürdig erklärt wurden. Dazu werden folgende Personen gezählt:
| Name                                                          | Geburtsjahr | Todesjahr | Beginn des Prozesses | Jahr der S* | Jahr der H* | Gedenktag                                 | Apostolat | Bild |
| ------------------------------------------------------------- | ----------- | --------- | -------------------- | ----------- | ----------- | ----------------------------------------- | --- | ---- |
| Carlo Tancredi Falletti di Barolo                             | 1782        | 1838      | 1991                 | -           | -           | -                                         | Benachteiligte Mädchen, Hospizarbeit, Opera Pia Barolo in Valdocco, Gründer der Kongregation der Schwestern der Hl. Anna                                                                         |      |
| Juliette Colbert (Giulia Falletti di Barolo)                  | 1785        | 1864      | 1991                 | -           | -           | -                                         | Benachteiligte Mädchen, Hospizarbeit, Opera Pia Barolo in Valdocco, Gründerin der Kongregation der Schwestern der Hl. Anna                                                                       |      |
| Giuseppe Benedetto Cottolengo                                 | 1786        | 1842      | "                    | 1917        | 1934        | 30. April                                 | Waisenkinder, Krüppel und Geisteskranken, Piccola Casa della Divina Provvidenza im nach ihm benannten Stadtteil Il Cottolengo                                                                    |      |
| Marcantonio Durando                                           | 1801        | 1880      | °                    | 2002        | -           | 10. Dezember                              | Gründer der Compagnia della Passione di Gesù Nazareno |      |
| Luigia Borgiotti                                              | 1802        | 1873      | 1916                 | -           | -           | -                                         | erste Oberin der Figlie della Passione di Gesù Nazareno, gegründet durch Marcantonia Durando |      |
| Giuseppe Cafasso                                              | 1811        | 1860      | "                    | 1925        | 1947        | 23. Juni                                  | Gefängnisseelsorge |      |
| Johannes Bosco                                                | 1815        | 1888      | "                    | 1929        | 1934        | 31. Januar                                | Oratorium in Valdocco für benachteiligte Jugendliche, Gründer der Salesianer Don Boscos, der Don-Bosco-Schwestern (gemeinsam mit Maria Mazzarello) und der Salesianischen Mitarbeiter Don Boscos |      |
| Francesco Faà di Bruno                                        | 1825        | 1888      | °                    | 1988        | -           | 27. März                                  | Erziehung und Betreuung von Dienstmädchen, Gründer des Frauenordens Minime di Nostra Signora del Suffragio                                                                                       |      |
| Leonardo Murialdo                                             | 1828        | 1900      | °                    | 1963        | 1970        | 30. März (Salesianer Don Boscos: 18. Mai) | junge Handwerker, Gründer der Kongregation des hl. Josef |      |
| Anna Michelotti (Johanna Franziska von der Heimsuchung Mariä) | 1843        | 1888      | °                    | 1975        | -           | 1. Februar                                | Gründerin der Kongregation der "Piccole Serve del S. Cuore di Gesù e degli ammalati" |      |
| Giuseppe Allamano                                             | 1851        | 1926      | °                    | 1990        | -           | 16. Februar                               | Weltmission, Missionarsausbildung, Neffe von Giuseppe Cafasso, Gründer der Consolata-Missionare                                                                                                  |      |

Erläuterung: * S=Seligsprechung, H=Heiligsprechung